# Sapo (Tô)
Pour les articles homonymes, voir Sapo.
Ne doit pas être confondu avec Sapo (Bougnounou).
Sapo est une commune rurale située dans le département de Tô de la province de Sissili dans la région du Centre-Ouest au Burkina Faso.